# محوطه و بقایای مسجد خاص
محوطه و بقایای مسجد خاص مربوط به سده ۶ تا ۱۰ ه است و در شهرستان تربت جام، شهر تربت جام - انتهای خ میر قوام الدین واقع شده و این اثر در تاریخ ۱۶ اسفند ۱۳۸۴ با شمارهٔ ثبت ۱۴۳۱۲ به‌عنوان یکی از آثار ملی ایران به ثبت رسیده‌است.